# Potok Tyski
Potok Tyski (Potok Browarniany, Tyszanka, Ciek Wilkowyjski) – potok, lewostronny dopływ Gostyni o długości 13,99 km.
Potok płynie w województwie śląskim. Przepływa przez tereny miejskie równolegle do ul. Oświęcimskiej i Mikołowskiej, po ich południowej stronie, kierując się w swym górnym i środkowym biegu na południowy wschód. W okolicy Tyskiego Muzeum Piwowarstwa i Muzeum Miejskiego w Tychach przepływa pod al. Bielską. Dalej płynąc w kierunku wschodnim, na wysokości węzła Wartogłowiec (ul. Oświęcimska 44 / ul. Beskidzka), przepływa pod ul. Beskidzką stanowiącej fragment drogi krajowej nr 1. Za dzielnicą Urbanowice potok skręca na południe. W dzielnicy Cielmice, niedaleko granicy z Bieruniem (Bieruniem Starym) i gminą Bojszowy (pobliże Jeziora Łysina) wpada do Gostyni.
W większości swego biegu płynie on w kierunku południowo-wschodnim, ze średnim spadkiem 9,8‰. 
- przepływ średni z normalnego roku – 0,145 m³/s
- przepływ normalny – 0,0685 m³/s
- przepływ średni według Stachy’ego – 152 l/s